# Дутко Тарас Романович
Тарас Романович Дутко (нар. 27 січня 1982, с. Наконечне, Яворівський район Львівська область, Українська РСР, СРСР) — український футболіст, триразовий чемпіон і дворазовий срібний призер літніх Паралімпійських ігор. Заслужений майстер спорту України.

## Біографія
Тарас Дутко народився 27 січня 1982 року у селі Наконечне, що на Яворівщині. У дитинстві виступав за шкільну футбольну команду і за збірну району серед школярів. Перший вчитель з футболу - Богдан Флис. 
Пізніше переїхав до Кам'янець-Подільського, де тренер Віталій Барановський допоміг юнаку розвинути його талант. У першому ж для себе чемпіонаті виграв з командою Першу лігу чемпіонату України серед інвалідів. Після цього Дутка запримітили тренери збірної, за яку він виступає з 1999 року. Збирався продовжувати кар'єру у Львівському інституті фізкультури, але там йому дали зрозуміти, що він небажаний студент через стан здоров'я, а тому поїхав до Дніпропетровська.
Займається у секції футболу Дніпропетровського обласного центру «Інваспорт».
Після завершення тріумфальної для збірної України і п'ятої для себе Паралімпіади в Ріо-де-Жанейро був удостоєний честі нести прапор України на церемонії закриття ігор.
Після повернення з Ріо-де-Жанейро від імені Палімпійської збірної України заявив, що свій успіх вони присвячують воїнам АТО.

## Державні нагороди
- Повний кавалер ордена «За заслуги»:
  - Орден «За заслуги» I ст. (7 жовтня 2008) — за досягнення високих спортивних результатів на XIII літніх Паралімпійських іграх в Пекіні (Китайська Народна Республіка), виявлені мужність, самовідданість та волю до перемоги, піднесення міжнародного авторитету України[4]
  - Орден «За заслуги» II ст. (19 жовтня 2004) — за досягнення значних спортивних результатів, підготовку чемпіонів та призерів XII літніх Паралімпійських ігор у Афінах, піднесення міжнародного престижу України[5]
  - Орден «За заслуги» III ст. (2 листопада 2000) — за досягнення вагомих спортивних результатів на XI Параолімпійських іграх у Сіднеї[6]
- Орден «За мужність» III ст. (4 жовтня 2016) — За досягнення високих спортивних результатів на XV літніх Паралімпійських іграх 2016 року в місті Ріо-де-Жанейро (Федеративна Республіка Бразилія), виявлені мужність, самовідданість та волю до перемоги, утвердження міжнародного авторитету України[7]
- Заслужений працівник фізичної культури і спорту України (17 вересня 2012) — за досягнення високих спортивних результатів на XIV літніх Паралімпійських іграх у Лондоні, виявлені мужність, самовідданість та волю до перемоги, піднесення міжнародного авторитету України[8]
- Відзнака Президента України — медаль «За працю і звитягу» (12 грудня 2003) — за значний особистий внесок у розвиток фізичної культури і спорту серед спортсменів-інвалідів, досягнення високих спортивних результатів, виявлені при цьому мужність, волю і самовідданість[9]